# Didymaotus lapidiformis
Didymaotus lapidiformis là một loài thực vật có hoa trong họ Phiên hạnh. Loài này được (Marloth) N.E.Br. mô tả khoa học đầu tiên năm 1926.